# WAC Holdings
WAC Holdings Limited，簡稱WAC Holdings（港交所：8619），在1987年，由創辦人關永康、吳享洪和黃國禎，在總部香港成立「明程有限公司」，1990年，更名為「黃鄭顧問工程師有限公司」。現任主席為陳延年，執行董事鄺保林，則在1994年1月和1999年4月委任。而業務在香港、澳門和中國經營土木工程、結構工程及岩土工程諮詢。
黃鄭顧問工程師則屬於香港特別行政區政府建築署第一組顧問公司均可承投委員會批出所屬類別的顧問合約，而每項工程的估計價值超過3億港元。
股份在2018年9月17日於港交所創業板上市。配售股份價格為0.2至0.28港元，集資最多8064萬港元，發行新股為2.88億股，用作支持及擴充結構工程及岩土工程團隊等。

## 連結
- wcce.hk （页面存档备份，存于）